# Hatazō Adachi
Hatazō Adachi (安达二十三, Adachi Hatazō, 17 de junho de 1890 - 10 de setembro de 1947) foi um tenente-general do exército imperial japonês durante a Segunda Guerra Mundial. Conhecido pela sua participação na Campanha da Nova Guiné, Segunda Guerra Sino-Japonesa e Segunda Guerra Mundial.

## Carreira
O tenente-general Adachi comandou as forças japonesas na Nova Guiné a partir do ano de 1942 até ao término da Segunda Guerra Mundial. Assumiu o comando do XVII Exército após a morte do tenente-general Tomitaro Horii em 23 de novembro de 1942, liderando um exército que se encontrava já em retirada. Enquanto que as forças aliadas faziam uso do poder aéreo e marítimo para isolar a grande base militar japonesa em Rabaul, as tropas nipónicas viram-se forçadas a recuar ao longo do Trilho de Kokoda para Buna-Gona.
Ao contrário dos seus  colegas menos afortunados, isolados em pequenas guarnições na ilha, Adachi foi capaz de realizar um prolongado retiro das suas forças. Em janeiro de 1943 o general desocupou Buna e retornou para Sio na Península de Huon, permanecendo por lá até ao ano seguinte. No início de 1944 o general Douglas MacArthur forçou a evacuação de Sio e da Pensínsula de Huon. Cerca de 14 mil homens foram evacuados da península, alguns dos quais tiveram que fazer uso de barcaças das zonas costeiras, enquanto que outros foram forçados a realizar longas marchas para fora da área.
O XVIII Exército acabou por se ver obrigado a regressar a Wewak na costa norte da Nova Guiné, onde permaneceu aprisionado até ao fim da guerra. Adachi protagonizou duas tentativas de sair da capital de East Sepik. A mais severa delas constatou a prova de retirada de cerca de 31 mil homens para fora de Aitape (julho-agosto de 1944), contudo o fracasso deste importante esforço convenceu Adachi de que qualquer outra tentativa de fuga seria em vão, principalmente porque a linha da frente japonesa estava forçada a afastar-se cada vez mais longe da sua posição.
Adachi e o XVIII Exército acabaram por se render a 13 de setembro de 1945. Mas por esta altura, apenas 13 500 homens dos 65 mil que compunham a sua força, ainda se encontravam vivos, os quais sofreu terrivelmente durante o longo cerco de Wewak. Em 1947, Adachi foi condenado à prisão perpétua por cometer crimes de guerra, e cometeu suicídio.